# Campeonato Panamericano de Balonmano Junior Femenino de 2010
El VIII Campeonato Panamericano de Balonmano Junior Femenino se disputó en Buenos Aires, Argentina, entre el 6 y el 10 de abril de 2010 bajo la organización de la Federación Panamericana de Handball.. El torneo pone 3 plazas en juego para el Campeonato Mundial de balonmano Junior Femenino de Corea del Sur 2010

## Primera fase

### Grupo A
| Equipo               | J | G | E | P | GF  | GC | DG  | PTS |
| -------------------- | - | - | - | - | --- | -- | --- | --- |
| Brasil               | 3 | 3 | 0 | 0 | 101 | 67 | +34 | 6   |
| República Dominicana | 3 | 2 | 0 | 1 | 71  | 70 | +1  | 4   |
| Chile                | 3 | 1 | 0 | 2 | 69  | 82 | -13 | 2   |
| Groenlandia          | 3 | 0 | 0 | 3 | 61  | 83 | -22 | 0   |

#### Resultados
| Fecha     | Hora  | Partido³             | Partido³ | Partido³             | Resultado |
| --------- | ----- | -------------------- | -------- | -------------------- | --------- |
| 6.04.2010 | 13:30 | Brasil               | -        | República Dominicana | 33-20     |
| 6.04.2010 | 15:30 | Chile                | -        | Groenlandia          | 24-22     |
| 7.04.2010 | 13:30 | Brasil               | -        | Groenlandia          | 32-25     |
| 7.04.2010 | 15:30 | República Dominicana | -        | Chile                | 24-23     |
| 8.04.2010 | 13:30 | República Dominicana | -        | Groenlandia          | 27-14     |
| 8.04.2010 | 15:30 | Brasil               | -        | Chile                | 36-22     |

### Grupo B
| Equipo      | J | G | E | P | GF  | GC | DG  | PTS |
| ----------- | - | - | - | - | --- | -- | --- | --- |
| Argentina   | 3 | 3 | 0 | 0 | 122 | 63 | +59 | 6   |
| Puerto Rico | 3 | 2 | 0 | 1 | 78  | 88 | -10 | 4   |
| Uruguay     | 3 | 1 | 0 | 2 | 67  | 81 | -14 | 2   |
| México      | 3 | 0 | 0 | 3 | 57  | 92 | -35 | 0   |

#### Resultados
| Fecha     | Hora  | Partido³    | Partido³ | Partido³    | Resultado |
| --------- | ----- | ----------- | -------- | ----------- | --------- |
| 6.04.2010 | 17:30 | Puerto Rico | -        | Uruguay     | 25-23     |
| 6.04.2010 | 19:30 | Argentina   | -        | México      | 41-17     |
| 7.04.2010 | 17:30 | Uruguay     | -        | México      | 26-16     |
| 7.04.2010 | 19:30 | Argentina   | -        | Puerto Rico | 41-28     |
| 8.04.2010 | 17:30 | Puerto Rico | -        | México      | 25-24     |
| 8.04.2010 | 19:30 | Argentina   | -        | Uruguay     | 40-18     |

### 5º al 8º Puesto
| Fecha     | Hora² | Partido³ | Partido³ | Partido³    | Resultado |
| --------- | ----- | -------- | -------- | ----------- | --------- |
| 9.04.2010 | 13:30 | México   | -        | Chile       | 23-18     |
| 9.04.2010 | 15:30 | Uruguay  | -        | Groenlandia | 30-27     |

### 7º/8º puesto
| Fecha      | Hora² | Partido¹    | Partido¹ | Partido¹ | Resultado |
| ---------- | ----- | ----------- | -------- | -------- | --------- |
| 10.04.2010 | 13:00 | Groenlandia | -        | Chile    | 29-20     |

### 5º/6º puesto
| Fecha      | Hora² | Partido¹ | Partido¹ | Partido¹ | Resultado |
| ---------- | ----- | -------- | -------- | -------- | --------- |
| 10.04.2010 | 15:00 | Uruguay  | -        | México   | 31-29     |

## Segunda fase

### Semifinales
| Fecha     | Hora² | Partido³  | Partido³ | Partido³             | Resultado |
| --------- | ----- | --------- | -------- | -------------------- | --------- |
| 9.04.2010 | 17:30 | Brasil    | -        | Puerto Rico          | 33-20     |
| 9.04.2010 | 19:30 | Argentina | -        | República Dominicana | 32-24     |

### 3º/4º puesto
| Fecha      | Hora² | Partido¹             | Partido¹ | Partido¹    | Resultado |
| ---------- | ----- | -------------------- | -------- | ----------- | --------- |
| 10.04.2010 | 17:00 | República Dominicana | -        | Puerto Rico | 36-26     |

### Final
| Fecha      | Hora² | Partido¹  | Partido¹ | Partido¹ | Resultado |
| ---------- | ----- | --------- | -------- | -------- | --------- |
| 10.04.2010 | 19:00 | Argentina | -        | Brasil   | 30-26     |

| Argentina           |
| Campeón             |
| Argentina 3° título |

### Clasificación general
| 1. Argentina            |
| 2. Brasil               |
| 3. República Dominicana |
| 4. Puerto Rico          |
| 5. Uruguay              |
| 6. México               |
| 7. Groenlandia          |
| 8. Chile                |

## Clasificados al Mundial 2010
| Bandera de Argentina | Bandera de Brasil | Bandera de la República Dominicana |
| Argentina            | Brasil            | República Dominicana               |
| -------------------- | ----------------- | ---------------------------------- |